# Palácio do Comércio

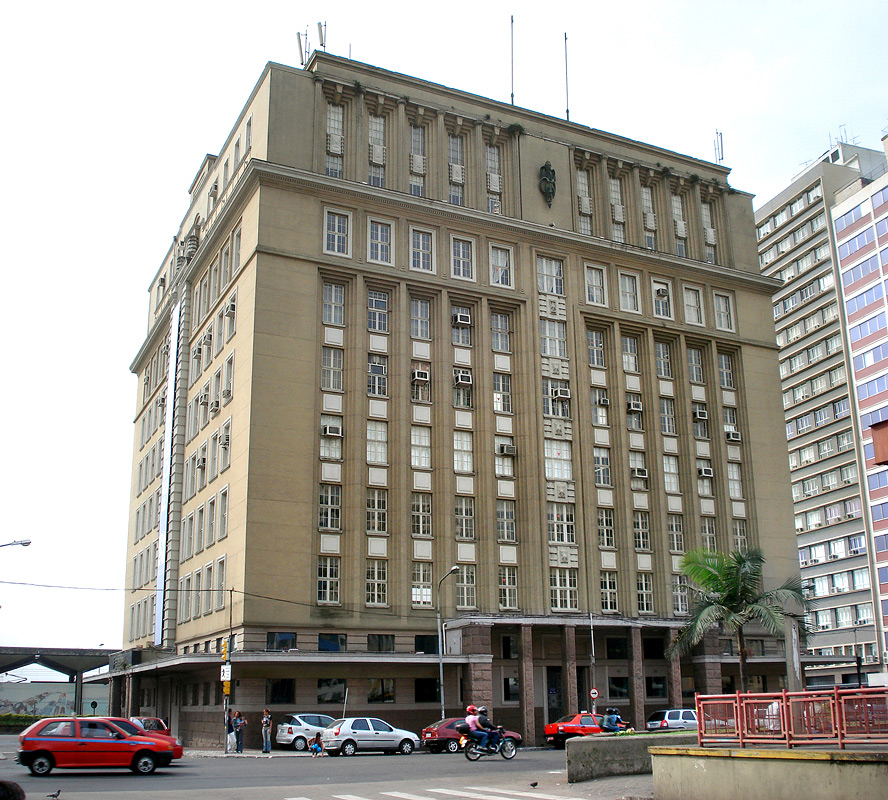
Fachada principal do Palácio do Comércio

O Palácio do Comércio é um prédio histórico de Porto Alegre, sendo um dos mais importantes exemplares da arquitetura art déco na cidade.
O prédio foi erguido a partir de 12 de outubro de 1937, quando lançou-se a pedra fundamental, para ser a sede da Associação Comercial de Porto Alegre, sendo inaugurado em 14 de novembro de 1940 com a presença do presidente Getúlio Vargas. O projeto foi de Joseph Franz Seraph Lutzenberger, que desenhou um bloco monolítico com oito andares mais um mezzanino, com decoração externa de grande austeridade incorporada à estrutura funcional. O projeto original incluía quatro elevadores - um luxo para a época - e o primeiro sistema de ar-condicionado central instalado no estado do Rio Grande do Sul. No dia seguinte à sua inauguração o prédio foi louvado como sendo um dos "orgulhos arquitetônicos de Porto Alegre". 
O prédio se ergue solitário em um pequeno quarteirão no centro da cidade, fazendo face para a Avenida Júlio de Castilhos ao sul, e a Avenida Mauá ao norte. Todas as suas faces têm entradas, sendo que a principal é ao sul, onde um pórtico de colunas de pedra rústica sustenta uma marquise que corre em todo seu entorno, mas se elevando sobre esta entrada principal. Em cada face o centro da fachada é assinalado com uma faixa vertical de janelas com decoração diferenciada, e no bloco superior, acima da grande cornija, está instalado um grande caduceu.
O Palácio do Comércio é importante pela sua arquitetura e ainda por ser um dos centros nevrálgicos da economia estadual, como sede não só da Associação Comercial de Porto Alegre, mas também da Federação das Associações Comerciais e de Serviços do Rio Grande do Sul (FEDERASUL), da Junta Comercial do Rio Grande do Sul e da Bolsa de Mercadorias, com o seu Café da Bolsa, ponto de encontro informal onde se realizavam muitos contatos importantes de negócios.